# 洛索亚河畔比利亚维耶哈
比利亚维耶哈德略索亚，是西班牙马德里自治区的一个市镇。总面积24平方公里，总人口277人（2013年），人口密度8人/平方公里。